# Баскская пелота на летних Олимпийских играх 1968
Баскская пелота на летних Олимпийских играх 1968 года была представлена как показательный вид спорта, и потому завоёванные в этом виде медали не шли в общий командный зачёт. Это был третий раз, когда баскская пелота включалась в программу Олимпийских игр (ранее это случалось на играх 1900 и 1924 годов).

## Общий медальный зачёт
| Место | Страна    | Золото | Серебро | Бронза | Всего |
| ----- | --------- | ------ | ------- | ------ | ----- |
| 1     | Испания   | 2      | 1       | 1      | 4     |
| 2     | Мексика   | 2      | 0       | 3      | 5     |
| 3     | Франция   | 1      | 2       | 0      | 3     |
| 4     | Аргентина | 0      | 2       | 0      | 2     |
| 5     | Уругвай   | 0      | 0       | 1      | 1     |

## Медалисты
| Дисциплина               | Золото                                            | Серебро                                       | Бронза                                   |
| ------------------------ | ------------------------------------------------- | --------------------------------------------- | ---------------------------------------- |
| Сеста-пунта              | Братья Мирапеш, Беаскоэчеа, Арриен Испания        | Etcheverry, Camy, Borra, Fourneau Франция     | Братья Амуи, Андраде, Лансагорта Мексика |
| Палета с резиновым мячом | Бесерра, Рендон, Гастулуменди, Бальтасар Мексика  | Сетер, Утхе, Гоече, Кареселья Аргентина       | Ирольди, Д'Альба, Бель Уругвай           |
| Палета с кожаным мячом   | Братья Bareilts, Berrotaran, Goicoechea Франция   | Ансису, Кабальеро, Рейсабаль, Касадо Испания  | Санчес, Бельтран, Дель Валье Мексика     |
| Фронтенис                | Лоайса, Эрнандес, Сансиприан Мексика              | Сетер, Утхе Аргентина                         | Гарраус, Лерсунди, Иригарай Испания      |
| Ручная пелота            | Эскисабель, Басабе, Сакристан, Ирусубьета Испания | Arrillaga, Minondo, Lissar, Etchegoin Франция | Эрнандес, Товар, Риверо, Искердо Мексика |